# Besart Abdurahimi
Besart Abdurahimi (Zagreb, Croacia, 31 de julio de 1990) es un futbolista macedonio que juega como delantero en el H. Š. K. Zrinjski Mostar de la Liga Premier de Bosnia y Herzegovina.

## Selección nacional
Jugó 12 veces para la selección de fútbol de Macedonia del Norte entre 2014 y 2015.

### Estadística de equipo nacional
| Selección de fútbol de Macedonia del Norte | Selección de fútbol de Macedonia del Norte | Selección de fútbol de Macedonia del Norte |
| Año                                        | Part.                                      | Goles                                      |
| ------------------------------------------ | ------------------------------------------ | ------------------------------------------ |
| 2014                                       | 6                                          | 1                                          |
| 2015                                       | 6                                          | 0                                          |
| Total                                      | 12                                         | 1                                          |

## Clubes
| Club                           | País                 | Año       |
| ------------------------------ | -------------------- | --------- |
| N. K. Zagreb                   | Croacia              | 2008-2014 |
| Hapoel Tel Aviv F. C. (cedido) | Israel               | 2013-2014 |
| K. S. C. Lokeren               | Bélgica              | 2014-2016 |
| F. C. Astana (cedido)          | Kazajistán           | 2016      |
| Cerezo Osaka                   | Japón                | 2016      |
| K. F. Shkëndija                | Macedonia del Norte  | 2017      |
| Partizán de Tirana             | Albania              | 2018      |
| F. C. Hermannstadt             | Rumania              | 2018-2019 |
| N. K. Bravo                    | Eslovenia            | 2019-2020 |
| N. K. Rudeš                    | Croacia              | 2020-2021 |
| Akritas Chlorakas              | Chipre               | 2021-2023 |
| Pafos F. C. (cedido)           | Chipre               | 2022-2023 |
| Apollon Limassol               | Chipre               | 2023-2024 |
| H. Š. K. Zrinjski Mostar       | Bosnia y Herzegovina | 2024-     |

## Palmarés

### Títulos nacionales
| Título                       | Club                     | País                 | Año  |
| ---------------------------- | ------------------------ | -------------------- | ---- |
| Copa de Bosnia y Herzegovina | H. Š. K. Zrinjski Mostar | Bosnia y Herzegovina | 2024 |